# Leonid Wladimirowitsch Pumalainen
Leonid Wladimirowitsch Pumalainen (russisch Леонид Владимирович Пумалайнен, englische Transkription Leonid Pumalainen; * 13. April 1970 in Moskau, RSFSR, Sowjetunion) ist ein ehemaliger russischer Leichtathlet, der sich auf den Hochsprung spezialisiert hat. Seinen größten Erfolg feierte er mit dem Vizehalleneuropameistertitel 1996 in Stockholm.

## Sportliche Laufbahn
Erste internationale Erfahrungen sammelte Leonid Pumalainen im Jahr 1994, als er bei den Halleneuropameisterschaften in Paris mit übersprungenen 2,31 m den fünften Platz belegte. Im Sommer belegte er dann bei den Freiluft-Europameisterschaften in Helsinki mit 2,28 m den siebten Platz. Zudem gewann er bei den Goodwill Games in St. Petersburg mit 2,28 m die Bronzemedaille hinter dem Kubaner Javier Sotomayor und Hollis Conway aus den Vereinigten Staaten. 1996 gewann er bei den Halleneuropameisterschaften in Stockholm mit 2,33 m die Silbermedaille hinter Dragutin Topić aus Jugoslawien. 1998 beendete er seine aktive sportliche Karriere im Alter von 28 Jahren.
1996 wurde Pumalainen russischer Hallenmeister im Hochsprung.